# Reaktor jądrowy

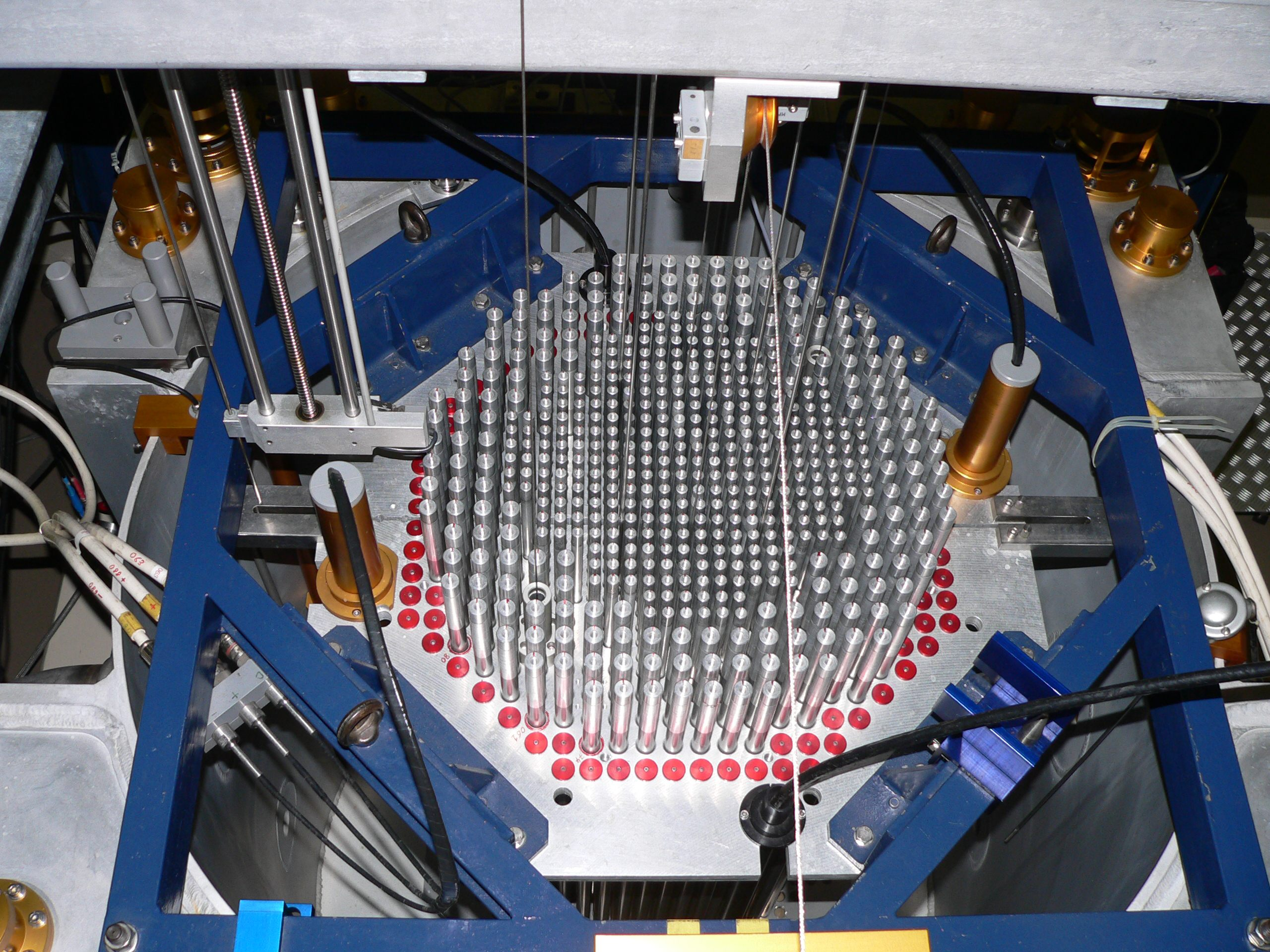
Rdzeń reaktora jądrowego

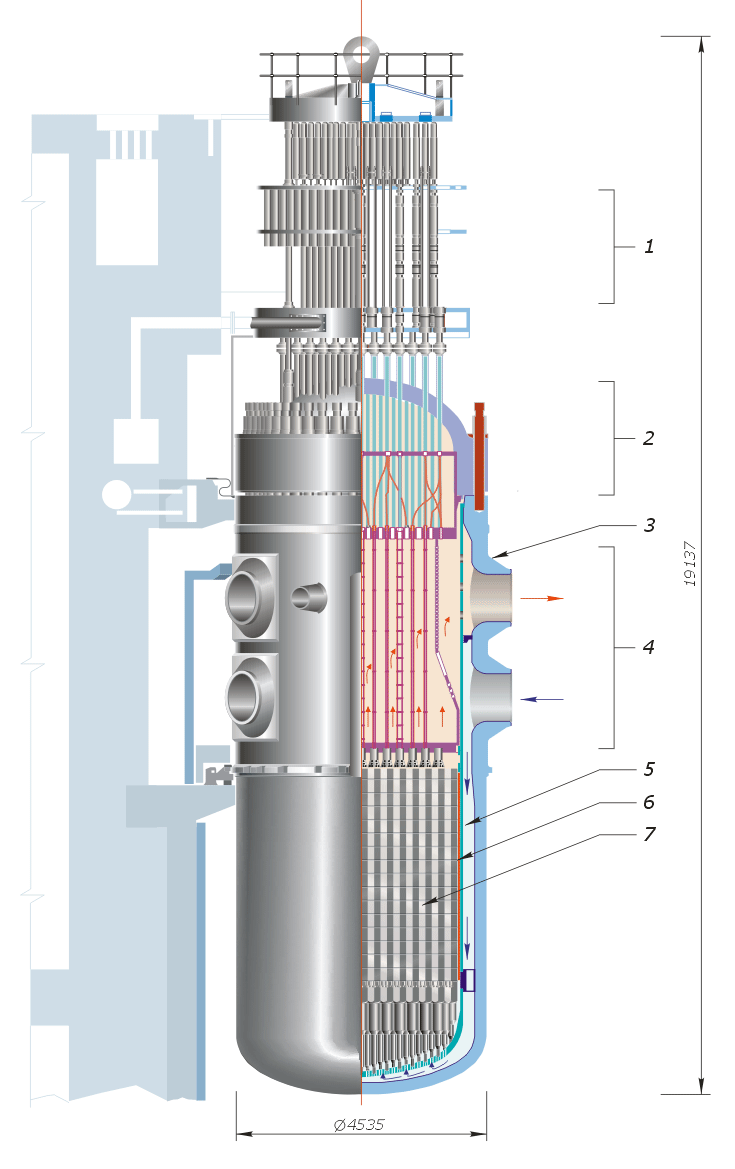
WWER-1000

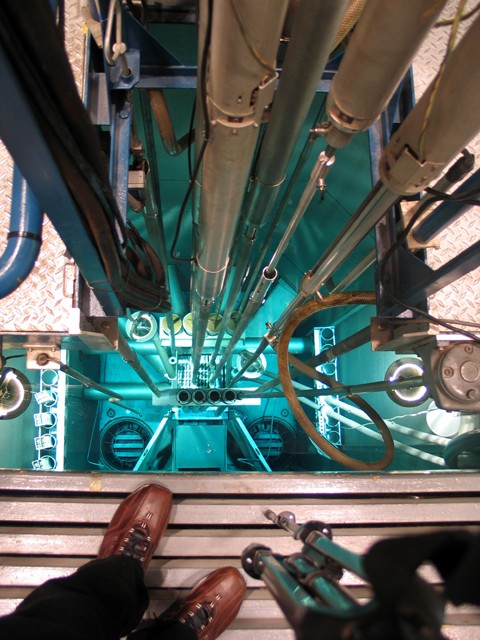
Reaktor badawczy PULSAR, o mocy 1MW

Reaktor jądrowy – urządzenie, w którym przeprowadza się z kontrolowaną szybkością reakcje jądrowe; na obecnym etapie rozwoju nauki i techniki są to przede wszystkim reakcje rozszczepienia jąder atomowych. Reakcje te mają charakter łańcuchowy – produkty reakcji (w tym głównie neutrony) mogą zainicjować kilka następnych. Aby uniknąć lawinowego wzrostu szybkości reakcji, reaktor dzieli się na strefy wypełnione na przemian paliwem, chłodziwem oraz moderatorem, czyli substancją spowalniającą neutrony. Szybkość reakcji kontrolowana jest m.in. przez zmianę wzajemnego położenia lub proporcji tych składników, a także przez wprowadzanie dodatkowych substancji pochłaniających lub spowalniających neutrony, zawartych w tzw. prętach regulacyjnych (służących do normalnej regulacji parametrów reakcji) oraz prętach bezpieczeństwa (stosowanych do awaryjnego wyłączania reaktora). Substancjami używanymi do pochłaniania neutronów termicznych są m.in. bor i kadm, natomiast jako moderatorów używa się m.in. berylu, grafitu, a także wody, pełniącej równocześnie funkcję chłodziwa.
Pierwszy reaktor (uranowo-grafitowy), Chicago Pile no. 1 („Stos chicagowski nr 1”, CP-1) zbudowany został na Uniwersytecie w Chicago pod kierunkiem włoskiego uczonego Enrica Fermiego. Pierwsza kontrolowana reakcja łańcuchowa została w nim zapoczątkowana 2 grudnia 1942.

## Urządzenia wykorzystujące energię jądrową
Ze względu na przeprowadzaną reakcję przemiany jądrowej urządzenia do wytwarzania energii w kontrolowanej ilości dzieli się na:
- Rozszczepienie jądra atomowego – większość reaktorów, w tym wszystkie komercyjne, oparta jest na zjawisku rozszczepienia jądra atomowego. Najczęściej jako paliwo używany jest uran, ale trwają badania nad wykorzystaniem toru (na przykład w reaktorach solnych). W tym artykule w większości fragmentów zakłada się, że mowa o wykorzystaniu rozszczepienia jądra atomowego, chyba że jest napisane inaczej.
- Kontrolowana synteza termojądrowa – wykorzystanie kontrolowanej syntezy jądrowej (najczęściej z wodorem jako paliwem) jest w fazie eksperymentalnej. Jak dotąd nie udało się przeprowadzić kontrolowanej syntezy z dodatnim bilansem energetycznym. Jednakże fuzory Farnswortha–Hirscha są używane do wytwarzania promieniowania neutronowego.
- Rozpad promieniotwórczy – na przykład radioizotopowe generatory termoelektryczne oraz baterie jądrowe

## Podział reaktorów rozszczepiających jądra atomowe

### Podział ze względu na reakcję jądrową
Ze względu na energię neutronów wywołujących reakcję jądrową reaktory rozszczepiające wyróżnia się:
- Reaktory termiczne (reaktory na neutronach termicznych) – w reaktorach tych rozszczepienie jest wywoływane głównie przez neutrony o niewielkiej energii, zwane neutronami termicznymi. Większość obecnie funkcjonujących reaktorów jest reaktorami tego typu. Neutrony powstające w wyniku rozszczepienia jąder mają dużą energię kinetyczną (2–5 MeV) i w reaktorach tego typu są spowalniane do energii kinetycznej ruchu cieplnego (mniej niż 0,1 eV). Reaktory termiczne klasyfikuje się ze względu na główny czynnik spowalniający neutrony na:
  - moderowane grafitem,
  - moderowane i chłodzone ciężką wodą,
  - moderowane i chłodzone wodą (lekkowodne),
  - moderowane i chłodzone stopionymi solami,
  - moderowane i chłodzone stopionymi metalami.
- Reaktory epitermiczne – neutrony są spowalniane tylko częściowo.
- Reaktory prędkie (reaktory na prędkich neutronach) – wykorzystują neutrony prędkie, o energii takiej jaką mają po rozszczepieniu. Reaktory te nie mają moderatora spowalniającego neutrony, ale wymagają paliwa o większym wzbogaceniu (co najmniej 20% 235U). Mogą jednak lepiej wykorzystać paliwo i wytwarzać izotopy łatwo rozszczepialne.

### Podział według konstrukcji
Według konstrukcji układu chłodzenia reaktory jądrowe dzieli się na:
- Zbiornikowe (basenowe) w których pręty paliwowe zanurzone są w basenie z płynem chłodzącym, którym jest zazwyczaj woda, pełniąca także rolę moderatora. Warstwa wody nad rdzeniem ma wystarczającą grubość, by ekranować promieniowanie, umożliwiając personelowi reaktora bezpieczną pracę ponad basenem.
- Kanałowe, w których chłodziwo jest w kanałach (rurach) i tylko w nich panuje wysokie ciśnienie. Rdzeń reaktora nie jest otoczony zbiornikiem ciśnieniowym. Konstrukcja ta jest rzadziej stosowana, tej konstrukcji są reaktory typu CANDU i RBMK.

### Podział według chłodziwa
- reaktory wodne, ciśnieniowe (tzw. PWR i WWER), w których chłodziwem i moderatorem jest zwykła woda pod ciśnieniem (na tyle wysokim by woda nie zaczęła wrzeć podczas normalnej pracy reaktora).
- reaktory wodne, wrzące (BWR), w których chłodziwem i moderatorem jest również zwykła woda, ale wrząca,
  - wyjątkowymi reaktorami wodnymi, wrzącymi są reaktory kanałowe wielkiej mocy (RBMK) (tego typu reaktory były między innymi w Czarnobylu oraz w innych elektrowniach na terenie byłego ZSRR), chłodzone są wodą wrzącą w kanałach paliwowych, a moderowane grafitem.
- reaktory ciężkowodne (PHWR np. Reaktor jądrowy ciężkowodny (CANDU)), chłodziwem i moderatorem jest ciężka woda,
- reaktory gazowe (GCR, AGR, HTGR), w których chłodziwem jest gaz (dwutlenek węgla lub hel), a moderatorem grafit,
- chłodzone stopionym metalem, zazwyczaj są to reaktory prędkie w tym i powielające (LMFR). Chłodziwem są najczęściej stopione metale: sód, rzadziej ołów.
- reaktory solne (MSR), gdzie chłodziwem są stopione sole, najczęściej fluoru.

Podstawowe typy reaktorów energetycznych
| Grupa | Typ reaktora | Chłodziwo   | rodzaj      | Moderator   | Paliwo jądrowe                          |
| --- | ------------ | ----------- | ----------- | ----------- | --------------------------------------- |
| Grafitowo-gazowe GCR | AGR          | CO2, gaz    | –           | grafit      | UO2 wzbogacony                          |
| Grafitowo-gazowe GCR | Magnox       | gaz, CO2    | –           | grafit      | U Naturalny                             |
| Grafitowo-gazowe GCR | HTR          | Hel         | –           | grafit      | UO2, UC2, ThO2, ... (235U, 233U, Pu)    |
| Ciężkowodne | PHWR         | ciężka woda | ciśnieniowy | ciężka woda | UO2 naturalny lub wzbogacony            |
| Ciężkowodne | BHWR         | ciężka woda | wrzący      | ciężka woda | UO2 naturalny lub wzbogacony            |
| Lekkowodne LWR | BWR          | lekka woda  | wrzący      | lekka woda  | UO2 wzbogacony lub UO2 wzbogacony i MOX |
| Lekkowodne LWR | PWR          | lekka woda  | ciśnieniowy | lekka woda  | UO2 wzbogacony lub UO2 wzbogacony i MOX |
| Lekkowodne LWR | WWER         | lekka woda  | ciśnieniowy | lekka woda  | UO2 wzbogacony lub UO2 wzbogacony i MOX |
| Wodno-grafitowe | RBMK         | lekka woda  | wrzący      | grafit      | UO2 wzbogacony                          |
| Wodno-grafitowe | GLWR         | lekka woda  | ciśnieniowy | grafit      | U naturalny lub wzbogacony              |
| Lekko-ciężkowodne | HWLWR        | lekka woda  | wrzący      | ciężka woda | UO2 wzbogacony – PuO2                   |
| Prędkie | FBR          | sód         | –           | –           | UO2 wzbogacony – PuO2                   |
| - AGR – advanced gas-cooled reactor - BHWR – boiling heavy water reactor - BWR – boiling water reactor (ABWR – advanced boiling water reactor)* PHWR – pressurized heavy water reactor - PWR – pressurized water reactor – reaktor wodny ciśnieniowy - MKER – mnogopetlewyj kanalnyj energeticzeskij reaktor (lekkowodny, wrzący reaktor atomowy z moderatorem grafitowym) - RBMK – reaktor bolszoj moszcznosti kanalnyj - WWER – wodo-wodianoj energeticzeskij reaktor - FBR – fast breeder reactor - GCR – gas cooled reactor – reaktor chłodzony gazem - GLWR – graphite light water reactor - HTR – high temperature (gas-cooled) reactor - HWLWR – heavywater – light water reactor - LWR – light water reactor - Magnox – nazwa pochodzi od stopu magnezowego koszulek paliwowych - VHTR – very high temperature reactor |              |             |             |             |                                         |

### Podział według generacji
Ze względu na rozwój techniczny reaktorów wyróżnia się generacje reaktorów:
- Pierwsza generacja – reaktory prototypowe i doświadczalne reaktory różnej konstrukcji energia przez nie wytwarzana nie jest wykorzystywana w celach komercyjnych lub wykorzystywane w niewielkim stopniu. Konstruowane głównie w latach 1942–1954.
- Druga generacja – reaktory wykorzystywane do celów komercyjnych, skonstruowane przed katastrofą elektrowni jądrowej w Czarnobylu (1986 rok), większość współcześnie funkcjonujących reaktorów komercyjnych.
- Trzecia generacja – ulepszone reaktory II generacji. W latach 80. XX w. spadek cen prądu elektrycznego, niższe koszty produkcji energii ze źródeł konwencjonalnych oraz mniejsze zaangażowanie państw w dotacje do energetyki atomowej wymusiło zmiany mające na celu poprawę efektywności elektrowni jądrowych. Katastrofa w Czarnobylu wymusiła zwiększenie zabezpieczeń przed skażeniem[4].
- Czwarta generacja – najnowsze, w fazie projektów, gdzie kładziony jest nacisk na zmniejszenie oddziaływania na środowisko, zwiększenie bezpieczeństwa i niezawodności, a także ograniczenie możliwości wykorzystania materiałów i urządzeń do produkcji broni jądrowej. Konieczność ograniczenia spalania paliw kopalnych wymusza szukanie nowych bezpiecznych, wydajnych i tanich źródeł energii w tym energii jądrowej. Nowe konstrukcje reaktorów energetycznych, muszą spełniać surowe wymagania dotyczące bezpieczeństwa, zużycia paliwa jądrowego, wytwarzania i gospodarowania odpadami promieniotwórczymi. Wymusza to szukanie nowych konstrukcji nad którymi prowadzone są prace badawczo rozwojowe.

### Podział według przeznaczenia
- energetyczne
- napędowe (głównie okrętów podwodnych i innych dużych okrętów)
- militarne (wytwarzające materiał rozszczepialny do broni jądrowej)
- badawcze

Podział ten nie jest ostry, gdyż np. ten sam reaktor może służyć zarówno celom militarnym, jak i energetycznym. Z kolei reaktory badawcze często wykorzystywane są do wytwarzania radioizotopów o zastosowaniach komercyjnych.

## Budowa reaktora
Typowy reaktor jądrowy zbudowany jest z rdzenia, reflektora neutronów oraz osłon biologicznych. Sam rdzeń zawiera pręty paliwowe, pręty regulacyjne (pochłaniają nadmiar neutronów), pręty bezpieczeństwa, moderator (zmniejsza energię neutronów), kanały chłodzenia i kanały badawcze. 

### Sterowanie reaktorem
Moc reaktora jest regulowana poprzez kontrolowanie liczby neutronów, które są w stanie wywołać kolejne rozszczepienia. Zmiany mocy reaktora określa parametr pracy reaktora zwany reaktywnością reaktora.
Kontrola mocy reaktora jest realizowana poprzez pręty kontrolne, które są wykonane z substancji pochłaniających neutrony. Absorpcja większej ilości neutronów w prętach kontrolnych oznacza, że w reaktorze jest mniej neutronów, które mogą wywołać następne rozszczepienia. Opuszczając pręty – zmniejsza się moc reaktora, a podnosząc – zwiększa.
W wyniku reakcji rozszczepienia wydzielane są neutrony, które są podstawą reakcji łańcuchowej. Większość neutronów emitowana jest natychmiast (neutrony natychmiastowe) po rozszczepieniu, ale około 0,65% neutronów emitowana jest z opóźnieniem. Neutrony wyemitowane z opóźnieniem są nazywane opóźnionymi. Ich emisja ma charakter sumy zaników naturalnych z czasem połowicznego zaniku od milisekund aż do kilku minut. Istnienie neutronów opóźnionych daje czas urządzeniu mechanicznemu i operatorowi na reagowanie na zmiany liczby neutronów w reaktorze. Gdyby nie to zjawisko, czas między osiągnięciem stanu krytycznego a katastrofą nuklearną byłby zbyt krótki, aby umożliwić interwencję.
Na reaktywność reaktora wpływają także zjawiska związane ze spowalnianiem neutronów, pochłanianiem neutronów przez chłodziwo.

#### Cykl życia neutronu
Z uwagi na istotną rolę neutronów w pracy reaktora jądrowego, oraz wielość zjawisk związanych z powstawaniem, spowalnianiem, ucieczką z reaktora i pochłanianiem, w teorii sterowania reaktorem wyróżnia się cykl życia neutronu jako jeden z elementów opisujących działanie reaktora. Cykl życia neutronu uwzględniający możliwość ucieczki neutronu z rdzenia reaktora opisywany jest wzorem sześcioczynnikowym. Ideę konstrukcji reaktora uwzględniającą jedynie procesy zachodzące dla neutronów wewnątrz rdzenia reaktora opisuje wzór czteroczynnikowy.

### Odprowadzanie wytworzonej energii
Reakcje rozszczepienia jąder atomowych w paliwie w rdzeniu reaktora jądrowego wydzielają duże ilości ciepła. Odprowadza je się za pomocą czynnika chłodzącego – chłodziwa, które ma przeważnie postać płynu (woda, gaz, ciekły metal).
W reaktorach badawczych ciepło zazwyczaj odprowadzane jest bezpośrednio do chłodni wentylatorowych. Natomiast w zdecydowanej większości elektrowni jądrowych, energia cieplna pochodząca z reakcji jądrowych jest odbierana przez wodę, która w zależności od reaktora: odparowuje (reaktory wrzące BWR) lub nie (jeśli jest pod wysokim ciśnieniem – reaktory ciśnieniowe PWR i WWER). Woda w stanie nadkrytycznym lub para przekazuje ciepło bezpośrednio turbinie (w układach jednoobwodowych) albo w wymienniku ciepła, dzielącemu układ na obieg pierwotny i wtórny, wodzie w obiegu wtórnym. Wytworzona w wytwornicy pary para napędza turbinę.

## Paliwo
W większości reaktorów (a we wszystkich lekko-wodnych) paliwo jądrowe stanowi wzbogacony uran. Wzbogacenie polega na zwiększeniu zawartości rozszczepialnego U-235 do około 3–5% (z około 0,7%), ale reaktory ciężkowodne (CANDU, PHWR) pracują przy naturalnym udziale izotopów. Reaktory prędkie wymagają jako paliwa bardziej wzbogaconego uranu (do 20%), bądź plutonu. Produkują za to, w procesie wychwytu neutronu i następujących rozpadów beta, pluton-239 z uranu U-238. Pluton może być następnie, po wydzieleniu używany jako paliwo. Przy odpowiedniej konstrukcji reaktor jest w stanie produkować w ten sposób więcej paliwa, niż go zużywa (reaktor powielający).

### Przyszłość
W przyszłości planuje się wykorzystywać jako paliwo jądrowe tor. W wyniku rozszczepienia toru powstają jądra atomowe o mniejszej masie niż przy rozszczepieniu uranu lub plutonu i jest wśród nich więcej jąder trwałych. Rozszczepienie toru wytwarza zbyt mało neutronów by uzyskać stan krytyczny, w związku z tym do reaktora takiego trzeba by wstrzeliwać neutrony pochodzące z zewnątrz. W celu uzyskania dużej ilości neutronów naukowcy pracują nad zastosowaniem zjawiska spalacji. W zjawisku tym jądra ciężkich pierwiastków np. ołowiu są bombardowane wiązką protonów o dużej energii (rzędu 1 GeV), w wyniku czego ulegają wzbudzeniu. Jądra pozbywają się energii wzbudzenia, wyrzucając z siebie nukleony, w tym i neutrony. Zjawisko spalacji może być stosowane w celu uczynienia bezpiecznymi i przedłużenia pracy paliwa obecnych reaktorów jądrowych, a także pomóc w utylizacji radioaktywnych odpadów.
Przyszłością energetyki jądrowej może być reaktor fuzyjny, w którym paliwem może być np. powszechnie występujący na Ziemi wodór. Zaletami tego reaktora jest to iż nie wytwarza on gazów cieplarnianych, ani odpadów promieniotwórczych.

## Aktywność reaktora
Z uwagi na zachodzące w reaktorze reakcje jądrowe, reaktor jest źródłem promieniowania jonizującego. Mimo że produkty rozpadu jąder atomowych pozostają przede wszystkim w paliwie jądrowym w rdzeniu reaktora jądrowego, wtórna aktywacja, przede wszystkim neutronami, powoduje, że radioaktywne stają się elementy konstrukcyjne reaktora i chłodziwo.
W wyniku długotrwałego wystawienia na promieniowanie, niektóre elementy konstrukcyjne elektrowni jądrowej ulegają aktywacji i stają się promieniotwórcze. Dotyczy to większości pierwiastków wchodzących w skład materiałów konstrukcyjnych. Aktywność elementów konstrukcyjnych, rosnąca w toku eksploatacji reaktora, stanowi czynnik utrudniający kontrolę i naprawę. Gdy takie elementy mają kontakt z chłodziwem reaktora, mogą również tworzyć wysokoaktywne produkty korozji.
Szczególnie dużą aktywność dają takie izotopy jak 59Cr, 58Fe, 55Mn, 59Co. Dwa ostatnie szczególnie dobrze pochłaniają neutrony termiczne a dodatkowo są jedynymi naturalnie występującymi izotopami swoich pierwiastków, przez co mają decydujący wpływ na promieniotwórczość materiału. Już 0,03% zawartości kobaltu w stali daje większą aktywność niż reszta jej składników. Kobalt występuje jako zanieczyszczenie niklu i wraz z nim trafia do stali nierdzewnej – jednego z głównych materiałów konstrukcyjnych reaktora. Z tego względu zawartość kobaltu w stalach reaktorowych ogranicza się do 0,02%.

### Aktywność chłodziwa
Na aktywność chłodziwa składa się aktywność własna substancji chłodzącej, aktywność zanieczyszczeń (produktów korozji, rozpuszczonych soli, pozostałości zanieczyszczeń) oraz aktywność spowodowana aktywacją neutronową. Dla wody najczęściej zachodzi aktywacja atomów tlenu, z powstawaniem protonów lub fotonów gamma. W chłodziwach metalicznych (sód, potas) najczęściej dochodzi do reakcji neutron – foton gamma. W chłodziwach najczęściej aktywowany jest argon.
Aktywność chłodziwa w elementach obiegu pierwotnego zależy od rodzaju czynnika chłodzącego, jego zanieczyszczeń, stanu skupienia, czasu przepływu przez reaktor i jego elementy, oraz od strumienia neutronów. Aktywność chłodziwa wzrasta z każdym kolejnym przepływem jego cząstek przez reaktor. Dla krótkożyciowych izotopów szybko osiągana jest aktywność nasycenia. Aktywność obiegu, przy założeniu że aktywność reaktora jest stała a każda cząstka chłodziwa przepływa wielokrotnie przez reaktor, można przedstawić wzorem:
{\displaystyle A_{o.ch.}=\sum _{i}\sigma _{i}N_{i}\Phi \left({\frac {1-\exp[-\lambda _{i}\tau _{i}]}{1-\exp[-\lambda _{i}(\tau _{1}+\tau _{2})]}}\right),}
gdzie:
{\displaystyle \lambda _{i}} – stała rozpadu {\displaystyle i}-tego nuklidu chłodziwa,
{\displaystyle N_{i}} – liczba wszystkich jąder tego nuklidu w 1 cm³ chłodziwa,
{\displaystyle \sigma _{i}} – mikroskopowy przekrój czynny na aktywację tego nuklidu,
{\displaystyle \Phi } – średni strumień neutronów,
{\displaystyle \tau _{1}} – czas przepływu chłodziwa przez reaktor,
{\displaystyle \tau _{2}} – czas przepływu chłodziwa przez elementy obiegu.
Aktywność obiegu decyduje o możliwości i warunkach dostępu do urządzeń go tworzących i obsługujących w czasie eksploatacji reaktora.

### Aktywność paliwa
Świeży uran naturalny lub wzbogacony uranem-235 ma znikomą aktywność, wynikającą ze śladowych ilości uranu-234. Świeże paliwo wykorzystujące uran-233 lub pluton-239 jest za to silnym emiterem promieniowania alfa i gamma. Dodatkowymi źródłami promieniowania tamże są inne nie rozszczepialne izotopy uranu i plutonu, których nie można oddzielić od siebie w procesie produkcji paliwa.
Aktywność paliwa rośnie wraz z jego wypalaniem w reaktorze. Źródłem promieniowania są produkty rozszczepienia. Przybliżona aktywność paliwa w reaktorze w τ0 dni po jego wyłączeniu (a który pracował T0 dni, wytwarzając stałą moc N watów), określona jest wzorem Waya-Wignera:
{\displaystyle a(T_{0},\tau _{0})\simeq 1,4N{\big [}\tau _{0}^{-0,2}-(\tau _{0}+T_{0})^{-0,2}{\big ]}}
Powyższe wzory wyznaczające aktywność chłodziwa i paliwa nie obejmują aktywności związanej z aktywnością zanieczyszczeń – substancji, które w konkretnym przypadku są traktowane jako zanieczyszczenia materiałów konstrukcyjnych lub chłodziwa. W chłodziwach zwykle są one pochodzenia mineralnego (sole) lub korozyjnego (tlenki metali).

## Awarie
Poważne awarie reaktorów jądrowych:
- 28 marca 1979: wypadek w elektrowni jądrowej Three Mile Island
- 26 kwietnia 1986: katastrofa w Czarnobylu
- 12 marca 2011: katastrofa EJ Fukushima I

## Statystyka
Na świecie pracują 434 reaktory jądrowe generujące energię elektryczną. Znamionowa moc elektryczna bloków energetycznych, w których skład wchodziły wynosiła 373,9 GW(e). W stanie budowy znajduje się 67 reaktorów, 159 jest planowanych, a 318 kolejnych zaproponowanych.
W 2004 roku 266 reaktorów to reaktory wodne ciśnieniowe (PWR i WWER) mogące wytworzyć 239,6 GW(e).
22 reaktory jądrowe były w budowie, z czego 12 to PWR i WWER.
Polskie reaktory:
- EWA – nieczynny
- Maria – czynny
- Anna – nieczynny
- P-Anna (modyfikacja reaktora Anna, pierwszy i jedyny polski reaktor prędki)- nieczynny
- Agata – nieczynny
- MARYLA – nieczynny
- UR-100 (tylko doświadczenie krytyczne) – nieczynny

W Kartoszynie nad Jeziorem Żarnowieckim budowano Elektrownię Jądrową Żarnowiec, lecz w 1989 budowa została przerwana.